# Schwarzflossen-Thun
Der Schwarzflossen-Thun (Thunnus atlanticus) ist eine relativ kleine Thunfischart und ein bedeutender Speisefisch. Er erreicht eine maximale Länge von 1,08 Meter und ein maximales Gewicht von 20 Kilogramm. Mit dem gleich großen Echten Bonito (Katsuwonus pelamis) bildet er gemischte Schwärme und jagt Fische, Kopffüßer und Krebstiere.

## Merkmale
Die Durchschnittslänge des Schwarzflossen-Thun liegt bei 72 cm bei einem Gewicht von 6 bis 7 kg. Sein spindelförmiger Körper erreicht seine größte Höhe in der Mitte der ersten Rückenflosse. Der Schwarzflossen-Thun ist oberseits metallisch dunkelblau, an den Seiten silbriggrau, am Bauch milchigweiß gefärbt. Die erste Rückenflosse ist dunkel, die zweite Rückenflosse und die Afterflosse dunkel mit einem silbrigen Schimmer, die Flössel dunkel mit gelblichem Schimmer. Die Brustflossen sind mittellang und erreichen 22 bis 31 % der Gesamtlänge des Fisches. Der Schwarzflossen-Thun verfügt über 39 Wirbel, davon 20 Schwanzwirbel (Wirbel hinter dem Anus). Eine Schwimmblase ist vorhanden. Die Anzahl der Kiemenreusenstrahlen ist niedrig, 19 bis 25 befinden sich auf dem ersten Kiemenbogen.
Flossenformel: Rückenflosse XIII/14–15, Afterflosse 0/13–14.

## Verbreitung
Der Schwarzflossen-Thun ist eine Warmwasserart und lebt im tropischen und subtropischen westlichen Atlantik, nördlich bis Massachusetts und südlich bis Rio de Janeiro und Trindade und Martim Vaz. Seine Verbreitungsgrenze ist die 20° Isotherme.

## Fortpflanzung
Bei Florida vermehrt sich der Schwarzflossen-Thun von April bis November mit einem Höhepunkt im Mai, im Golf von Mexiko von Juni bis September.

## Nutzung
Der Schwarzflossen-Thun gilt als guter Speisefisch und wird mit Netzen und Angeln gefangen.